# Козлець (Болгарія)
Ко́злець (болг. Козлец) — село в Хасковській області Болгарії. Входить до складу общини Хасково.

## Населення
За даними перепису населення 2011 року у селі проживали 440 осіб.
Національний склад населення села:
| Національність   | Кількість осіб | Відсоток |
| ---------------- | -------------- | -------- |
| турки            | 321            | 86,3%    |
| болгари          | 35             | 9,4%     |
| цигани           | 15             | 4,0%     |
| Всього відповіли | 372            |          |

Розподіл населення за віком у 2011 році:
Динаміка населення: